# 内蒙古科技大学包头医学院
内蒙古科技大学包头医学院，通称包头医学院，简称包医，是一所位于内蒙古自治区包头市的高等院校。学校隶属于内蒙古自治区人民政府，主管部门为内蒙古自治区教育厅。

## 历史
包头医学院创建于1958年，1962年在原有基础上重新组建了包头医学专科学校，1978年恢复为包头医学院。
在较长的历史中，包头医学院合并了众多医院和医学类院校及工厂，截止到2016年，有包头卫生学校（1959-1962，2009）、包头市第一医院（1959-1962）、包头市制药厂（1959）、呼和浩特医学专科学校(1961)、内蒙古卫生干部进修学院（1961）、包头工程总公司职工医院（1985）、内蒙古电力中心医院（2005）等。
2003年6月，位于包头的三所本科院校包头钢铁学院、包头医学院和包头师范学院合并，组成新的内蒙古科技大学。由于合并后整合不力，2004年12月，内蒙古自治区政府决定三校分开运行，包头医学院学校以内蒙古科技大学包头医学院的名称独立招生，独立办学。2008年，学校整体迁入新校址。